# سوق رأس المال

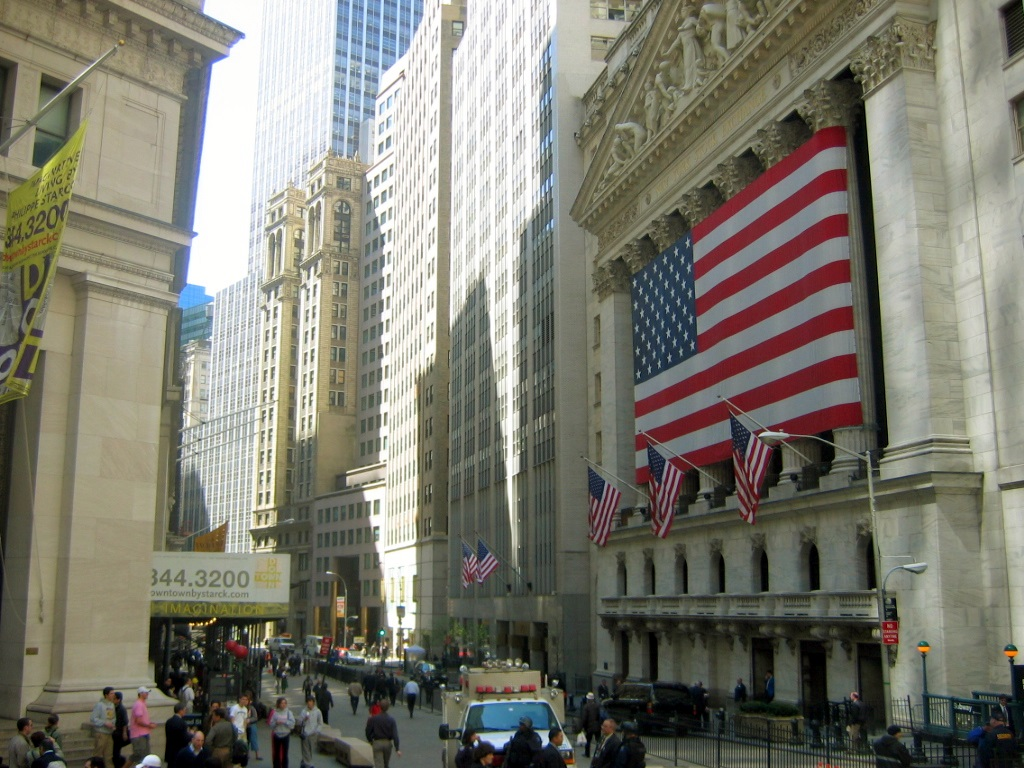
سوق الأوراق المالية في نيويورك

سوق رأس المال (بالإنجليزية: Capital Market)، هي عبارة عن تلك السوق التي تجمع وتركز عرض وطلب الأموال لأجل طويل. وهذا ما يميزها عن السوق النقدية (Money Market) ، التي تتعامل بالائتمان لأجل قصير.
كما تتميز السوق المالية بكونها تتعامل فيما يسمى بالأوراق المالية سواء كانت أوراقا حكومية أو أوراقا لمشروعات خاصة، بخلاف السوق النقدية التي تتعامل أساسا فيما يسمى بالأوراق التجارية، وتتواجد مؤسسات السوق المالية عادة في البلدان التي يكون فيها النظام المصرفي (البنوك) متكاملاً، وهي تشتمل على مصارف الأستثمار، ومصارف الأعمال، والمصارف العقارية والبورصات وشركات التأمين.

## أمثلة على أنشطة الجهات الفاعلة في أسواق رأس المال

### الحكومة في الأسواق الأولية

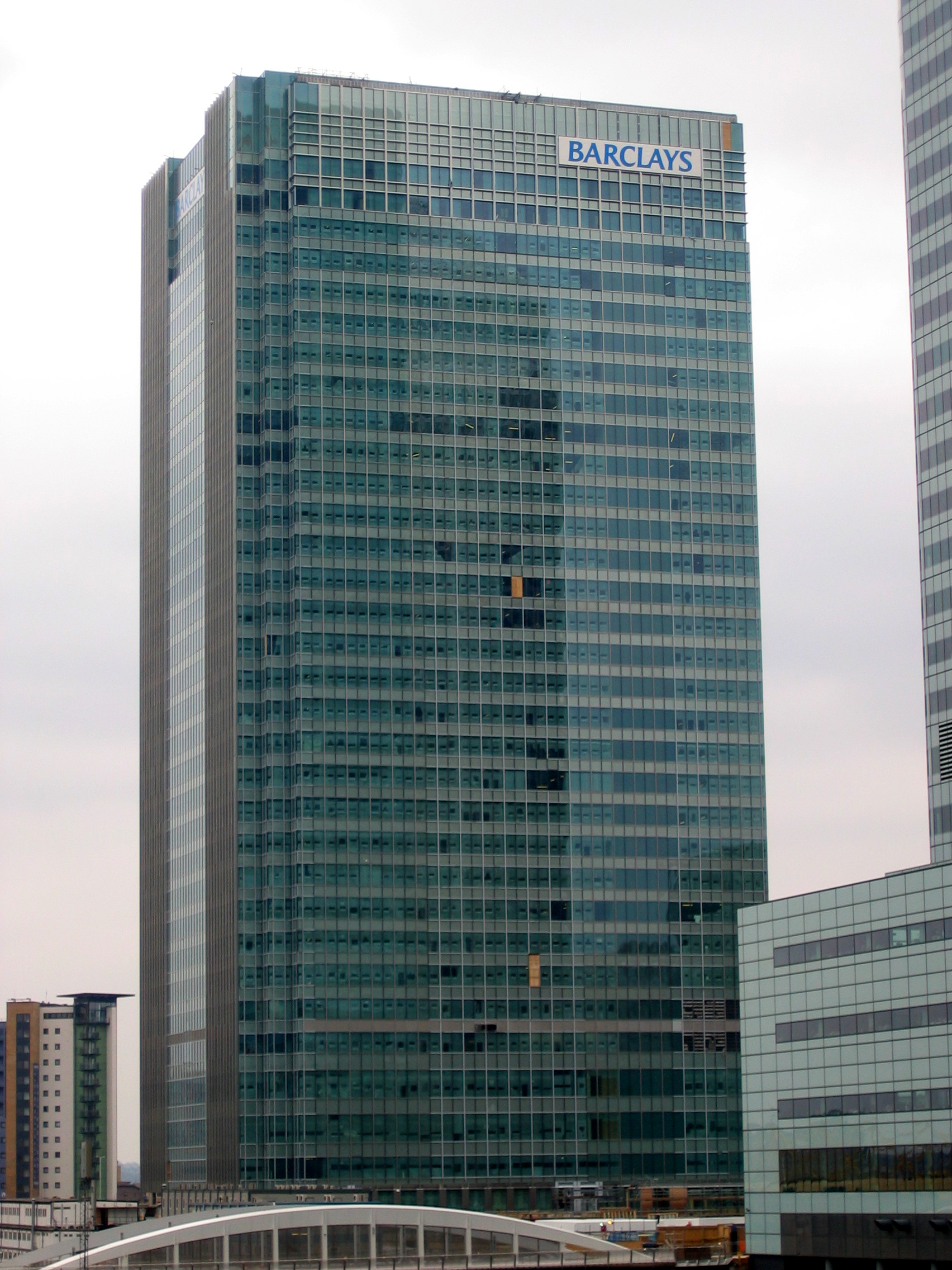
وان تشيرشل بليس ، المقر الرئيسي لباركليز في كاناري وارف ، لندن. باركليز لاعب رئيسي في أسواق السندات الأولية والثانوية العالمية.

عندما ترغب الحكومة في جمع تمويل طويل الأجل، فإنها غالبًا ما تلجأ إلى بيع السندات في أسواق رأس المال. خلال القرن العشرين وبداية القرن الحادي والعشرين، اعتمدت العديد من الحكومات على بنوك الاستثمار لتنظيم عمليات بيع سنداتها. كان البنك الرئيسي يتولى الاكتتاب في السندات، وغالبًا ما يقود نقابة من الوسطاء، قد يضم بعضهم مؤسسات استثمارية أخرى. بعد ذلك، تقوم النقابة ببيع السندات إلى مختلف المستثمرين.
بالنسبة للدول النامية، قد يوفر بنك التنمية متعدد الأطراف أحيانًا طبقة إضافية من الاكتتاب، بما يتيح تقاسم المخاطر بين بنك (أو بنوك) الاستثمار، والمنظمة متعددة الأطراف، والمستثمرين النهائيين. ومع ذلك، فمنذ عام 1997 أصبح من الشائع بشكل متزايد أن تتجاوز حكومات الدول الكبرى بنوك الاستثمار عبر إتاحة سنداتها للشراء مباشرة على الإنترنت.
تقوم العديد من الحكومات اليوم ببيع الجزء الأكبر من سنداتها من خلال المزادات الإلكترونية. وغالبًا ما تُطرح كميات كبيرة للبيع دفعة واحدة، بينما تعقد الحكومة عددًا محدودًا فقط من المزادات سنويًا. في المقابل، تلجأ بعض الحكومات إلى بيع تدفق مستمر من السندات عبر قنوات أخرى.
ويُعد أكبر مُصدر فردي للديون في العالم هو حكومة الولايات المتحدة؛ إذ تُجرى عدة معاملات من هذا النوع في كل ثانية تقريبًا، بما يتماشى مع التحديث المستمر لـ "ساعة الدين" الأمريكية في الوقت الفعلي.

### الشركة في الأسواق الأولية
عندما ترغب شركة في جمع تمويل من أجل استثمارات طويلة الأجل، فإن أحد قراراتها الأساسية يتمثل في اختيار ما إذا كانت ستلجأ إلى إصدار سندات أم أسهم. فإذا اختارت الأسهم، فإنها تتجنب زيادة حجم ديونها، وفي بعض الحالات قد يساهم المساهمون الجدد أيضًا بدعم غير نقدي، مثل الخبرة أو شبكة العلاقات المفيدة.
وعلى الجانب الآخر، يؤدي إصدار أسهم جديدة إلى تقليص حقوق ملكية المساهمين الحاليين، وإذا حصل المستثمرون الجدد على حصة مسيطرة، فقد يتمكنون من استبدال الإدارة العليا للشركة.
أما من منظور المستثمر، فتتيح الأسهم إمكانية تحقيق عوائد أعلى ومكاسب رأسمالية إذا كان أداء الشركة جيدًا. وفي المقابل، تعد السندات خيارًا أكثر أمانًا في حال تراجع أداء الشركة، إذ تكون أقل عرضة لانخفاضات حادة في الأسعار، كما أن مالكي السندات يتمتعون بأولوية قانونية في حالة الإفلاس، مما يمنحهم فرصة للحصول على جزء من أصول الشركة، في حين قد يخسر المساهمون كامل استثماراتهم.
عندما تقوم شركة بجمع التمويل من السوق الأولية، فمن المرجح أن تتضمن العملية اجتماعات وجهاً لوجه أكثر من المعاملات في أسواق رأس المال الأخرى. وسواء اختارت الشركات إصدار سندات أو أسهم، فعادةً ما تستعين بخدمات بنك استثماري للتوسط بينها وبين السوق. وغالبًا ما يجتمع فريق بنك الاستثمار مع كبار مديري الشركة للتأكد من سلامة خططهم. ثم يعمل البنك كمكتتب، ويرتب شبكة من الوسطاء لبيع السندات أو الأسهم للمستثمرين. وعادةً ما تتم هذه المرحلة الثانية في الغالب من خلال أنظمة محوسبة، على الرغم من أن الوسطاء غالبًا ما يتصلون بعملائهم المفضلين لإبلاغهم بالفرصة. ويمكن للشركات تجنب دفع الرسوم لبنوك الاستثمار من خلال استخدام الطرح العام المباشر، على الرغم من أن هذه ليست ممارسة شائعة لأنها تتكبد تكاليف قانونية أخرى ويمكن أن تستغرق وقتًا طويلاً للإدارة.

### تداول السوق الثانوية

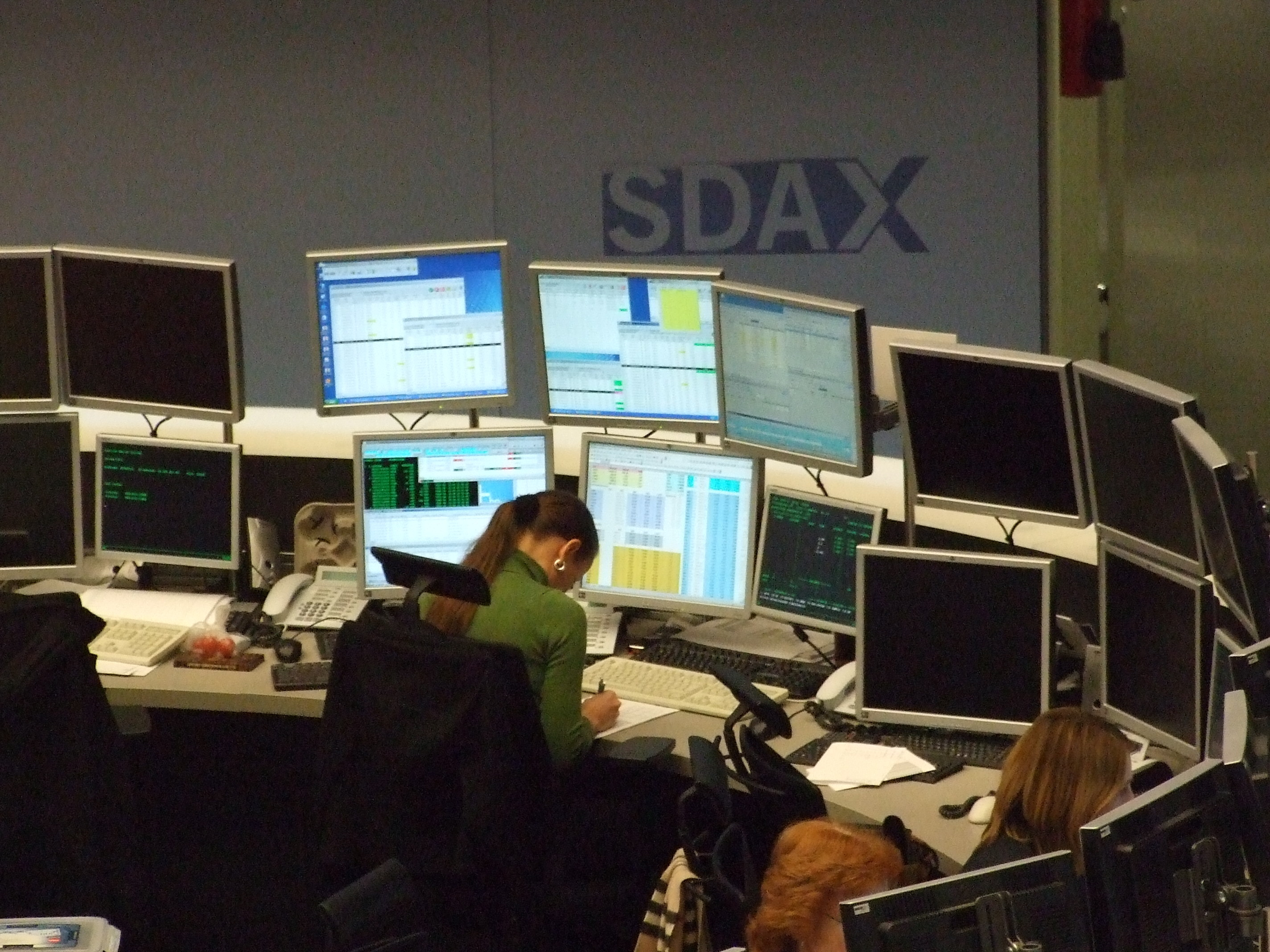
موظف في البورصة الألمانية. تُنفَّذ معظم معاملات أسواق رأس المال في القرن الحادي والعشرين إلكترونيًا.

تُجرى معظم معاملات أسواق رأس المال في السوق الثانوية. في السوق الأولية، يمكن بيع كل ورقة مالية مرة واحدة فقط، وغالبًا ما تستغرق عملية إصدار دفعات من الأسهم أو السندات الجديدة وقتًا طويلاً بسبب المتطلبات التنظيمية. أما في الأسواق الثانوية، فلا يوجد حد أقصى لعدد مرات تداول الورقة المالية، وعادةً ما تكون العملية سريعة جدًا. لا تُموّل معاملات السوق الثانوية الشركات والحكومات بشكل مباشر، لكنها تُسهّل على الشركات والحكومات جمع التمويل في السوق الأولية، إذ يعلم المستثمرون أنه إذا أرادوا استرداد أموالهم بسرعة، فسيكونون عادةً قادرين على إعادة بيع أوراقهم المالية بسهولة.
ومع ذلك، قد يكون لمعاملات سوق رأس المال الثانوية أحيانًا تأثير سلبي على المقترضين الأساسيين: على سبيل المثال، إذا حاولت نسبة كبيرة من المستثمرين بيع سنداتهم، فقد يؤدي ذلك إلى ارتفاع عوائد الإصدارات المستقبلية من نفس الجهة. حدث مثال صارخ بعد فترة وجيزة من بدء بيل كلينتون ولايته الأولى كرئيس للولايات المتحدة، إذ اضطر إلى التخلي عن بعض زيادات الإنفاق التي وعد بها في حملته الانتخابية بسبب ضغوط أسواق السندات.
في القرن الحادي والعشرين، حاولت العديد من الحكومات استثمار أكبر قدر ممكن من اقتراضها في سندات طويلة الأجل، مما يجعلها أقل عرضة لضغوط الأسواق. في أعقاب الأزمة المالية عام 2008، أدى تطبيق التيسير الكمي إلى تقليص قدرة القطاع الخاص على رفع عائدات السندات الحكومية، على الأقل بالنسبة للدول التي لديها بنك مركزي قادر على الانخراط في عمليات سوق مفتوحة واسعة النطاق.
نشط في الأسواق الثانوية مجموعة متنوعة من الجهات الفاعلة. يُمثل المستثمرون الأفراد نسبة صغيرة من التداول، وإن كانت حصتهم قد ازدادت قليلًا؛ ففي القرن العشرين، كان عدد قليل من الأثرياء قادرين على فتح حساب لدى وسيط، أما الآن فقد أصبحت الحسابات أرخص بكثير ومتاحة عبر الإنترنت. أصبح بإمكان العديد من صغار المتداولين الشراء والبيع في الأسواق الثانوية باستخدام منصات يوفرها الوسطاء ويمكن الوصول إليها عبر متصفحات الويب.
عندما يتداول هؤلاء الأفراد في أسواق رأس المال، غالبًا ما تتضمن العملية مرحلتين. أولاً، يُقدّمون طلبًا لدى وسيطهم، ثم يُنفّذ الوسيط الصفقة. إذا كان من الممكن إجراء الصفقة عبر بورصة، غالبًا ما تكون العملية مؤتمتة بالكامل. أما إذا احتاج المتداول إلى التدخل يدويًا، فغالبًا ما يُترتب على ذلك رسوم أعلى.
يُجري المتداولون في البنوك الاستثمارية صفقات نيابة عن بنكهم، بالإضافة إلى تنفيذ الصفقات نيابة عن عملائهم. غالبًا ما تمتلك البنوك الاستثمارية قسمًا يُعرف باسم "أسواق رأس المال"، حيث يسعى موظفو هذا القسم للاطلاع على الفرص المختلفة في كل من السوقين الأولية والثانوية، ويقدمون المشورة للعملاء الرئيسيين وفقًا لذلك.
تميل صناديق التقاعد والثروات السيادية إلى امتلاك أكبر الاستثمارات، على الرغم من أنها عادةً ما تشتري أفضل أنواع السندات والأسهم (الأكثر أمانًا) فقط، وبعضها لا يتداول بشكل متكرر. ووفقًا لمقال نُشر في صحيفة فاينانشال تايمز عام 2012، تُجري صناديق التحوط بشكل متزايد معظم صفقاتها قصيرة الأجل في قطاعات كبيرة من سوق رأس المال (مثل بورصتي المملكة المتحدة والولايات المتحدة)، مما يجعل من الصعب عليها الحفاظ على عوائدها المرتفعة تاريخيًا، إذ تجد نفسها تتداول بشكل متزايد مع بعضها البعض بدلًا من مع مستثمرين أقل خبرة.
هناك عدة طرق للاستثمار في السوق الثانوية دون شراء الأسهم أو السندات مباشرةً. من الطرق الشائعة الاستثمار في صناديق الاستثمار المشتركة أو صناديق المؤشرات المتداولة. ومن الممكن أيضًا شراء وبيع المشتقات المالية المبنية على السوق الثانوية؛ ومن أكثر أنواعها شيوعًا عقود الفروقات، التي يمكن أن تُحقق أرباحًا سريعة، لكنها قد تُسبب للمستثمرين خسائر أكبر من رأس مالهم الأصلي.

## مواضيع ذات صلة
- سوق الأوراق المالية، "Stock exchange".